# 多维空间
多维空间是一個空間拓撲學的術語，指由四條或者更多维度组成的空间，但日常應用中，更常指{\displaystyle \geq 5}的空間。多维空间的一個特例是N維的歐幾里得空間。

## 简介
在平行宇宙理论中，由于存在着无数多个3维宇宙，这些宇宙并不能通过长、宽、高或者时间进行相连，只能通过另外一条维度进行连接，因此平行宇宙本身至少就是一个4+1维时空（5维空间）。在弦理论中，认为各种基本粒子都是由十分小的线状弦组成的，在众多现象难以用理论解释的情况下，爱德华·维顿提出了11维空间的概念。有些人认为，进入黑洞就可以见到极为神秘的多维几何体。

## 相关现象
如果确实存在多维空间，那么世界上可以存在以下这些现象。

### 绝对隐身
普通的隐身仅仅是指一个事物不发光、不反光而使得别人无法看见它，但任何人都可以摸到它。绝对隐身下的物体却是既不能被看到，也无法被摸到的。如果把蚂蚁假设为只能在两维的地面上移动的生物，再假想有一只能在三维空间中自由活动的蜻蜓飞在蚂蚁的上方，那么蜻蜓可以看见蚂蚁，蚂蚁却无法看到或摸到蜻蜓，蜻蜓就对蚂蚁实现了绝对隐身。同样的道理，如果一个人能够在多维空间中自由运动，他就可以对那些只能在三维空间中自由移动的人做到绝对隐身。

### 抄近道
假设某人沿着地面从地球上的南极点步行到地球北极点，显然要走很长的路，但是一个中微子可以直接从南极点经过地壳、地幔、地核穿到北极点，走的路就近了许多，这正是因为它巧妙地运用了第三条维度。根据广义相对论，空间是弯曲的，我们所生活的这个三维空间很可能是一个四维几何体的封闭曲面，直接通过长、宽、高的方向从一个天体到另一个天体有很长的距离，如果能借助第四条维度，那么就节省了一定距离，也就是抄了近道。在量子物理模型中，多维空间中这种很近的通道又被称为虫洞。

### 多维物体在三维空间中的投影
一个圆片穿过一条线，在这条线上的投影会先变长后变短；一个球体穿过一个平面，在这个平面中的投影会由一个点变成一个越来越大的圆，再重新缩小成一个点。在一个四维空间中，一个点为中心，向各个方向延伸相同的距离，可以形成一个密闭的四维几何体，我们不妨把这种四维几何体称为“四维球”；如果有一个“四维球”穿过我们所生活的三维空间，我们可以看到它在这个三维空间中的投影：首先是一个点，随后是越来越大的三维球体，球最后又重新缩小成一个点，直至消失。